# Glucametacina
Glucametacina o a veces glucometacina es el nombre genérico de un medicamento antiinflamatorio no esteroideo derivado del ácido acético indicado para el tratamiento del dolor leve o moderado asociado a la artritis reumatoide, osteoartritis y otros trastornos reumatológicos. El mecanismo por el cual disminuye el dolor asociado a inflamaciones reumáticas permanece aún evasivo, aunque se piensa que, por ser una prodroga de la indometacina, está relacionado con la capacidad del fármaco de inhibir la síntesis de prostaglandinas. La administración diaria de glucametacina tiende a cursar con menos efectos colaterales que la indometacina.